# آرامایونا

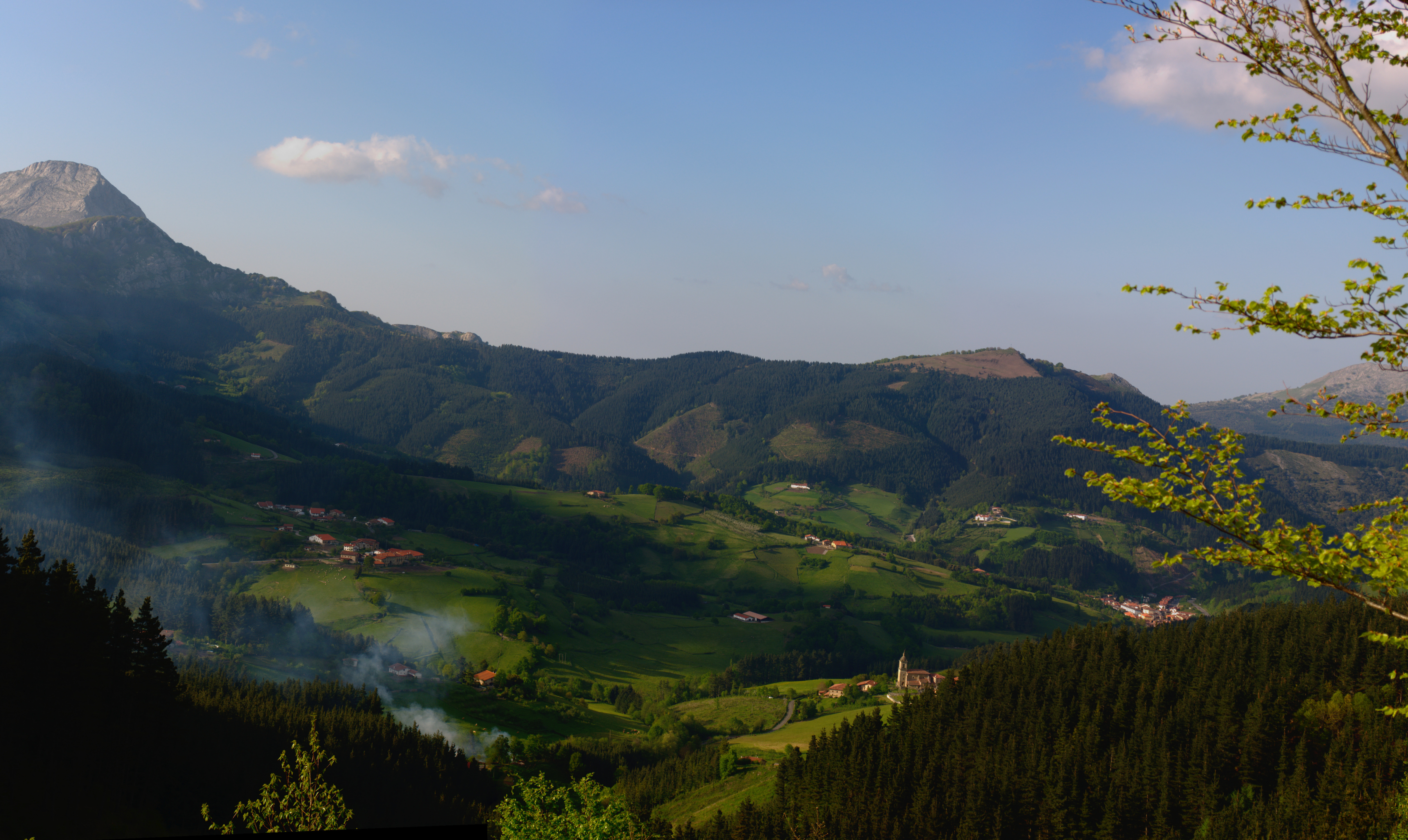
نمایی از آرامایُنا، دهستانی در استان آلابای اسپانیا - ۲۰۱۱

آرامایُنا دهستانی در استان آلابای اسپانیا است.
در این دهستان ۱۴۹۰ نفر زندگی می‌کنند. مساحت این دهستان ۷۳ کیلومتر مربع است.

## مراجع
- نام، جمعیت و مساحت از درگاه ملی آمار (اسپانیا) گرفته شده‌است.